# Vidracco
Vidracco (piemontesisch Vidré) ist eine Gemeinde in der italienischen Metropolitanstadt Turin (TO), Region Piemont.

## Lage und Einwohner
Vidracco liegt knapp 50 km nördlich von Turin im Valchiusella, nahe des künstlich aufgestauten Lago Gurzia. Das Gemeindegebiet umfasst eine Fläche von knapp 3 km² und hat 463 Einwohner (Stand 31. Dezember 2023). 
Die Nachbargemeinden sind Castellamonte, Issiglio, Vistrorio und Baldissero Canavese.

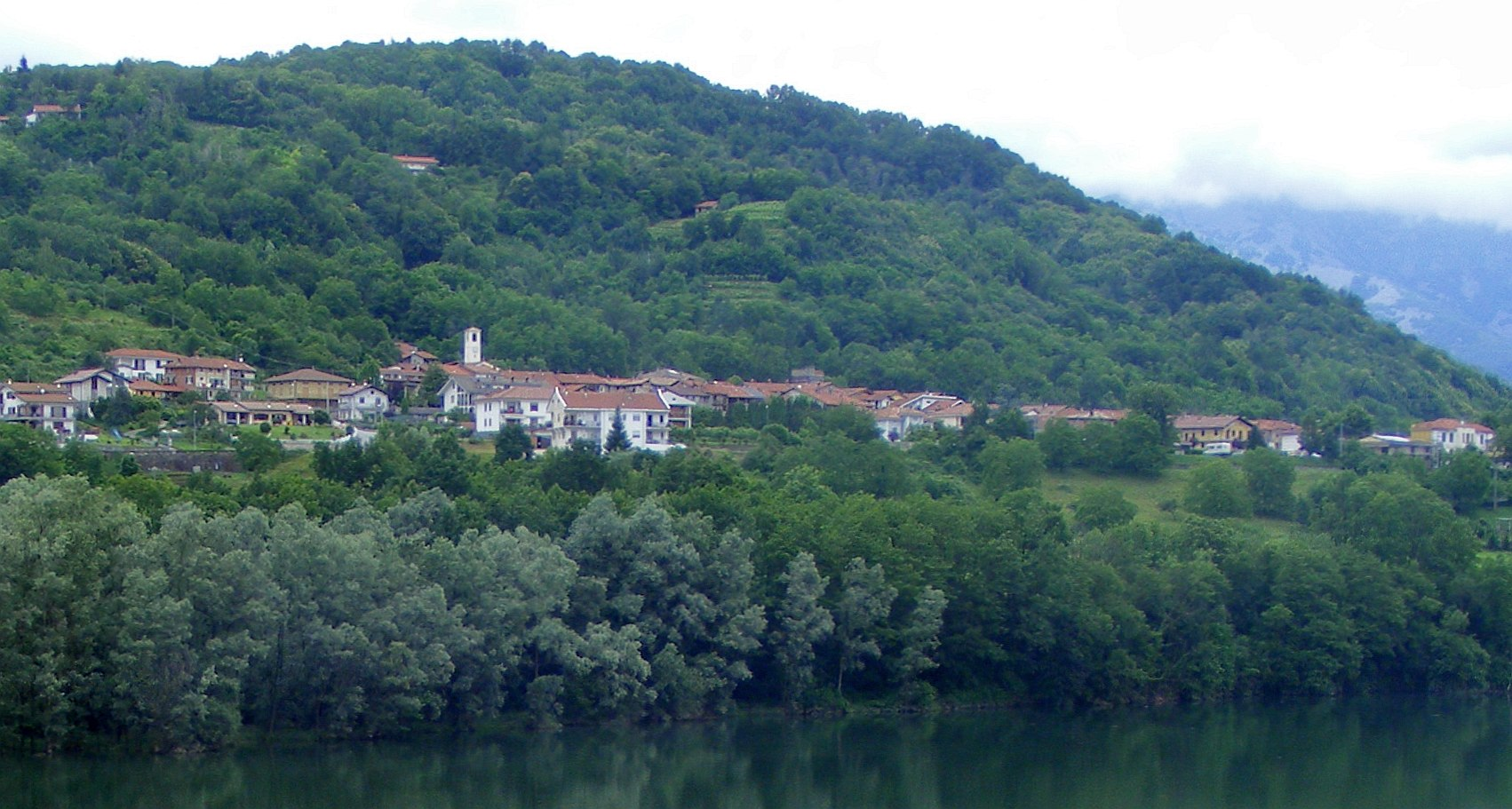
Panorama

## Geschichte

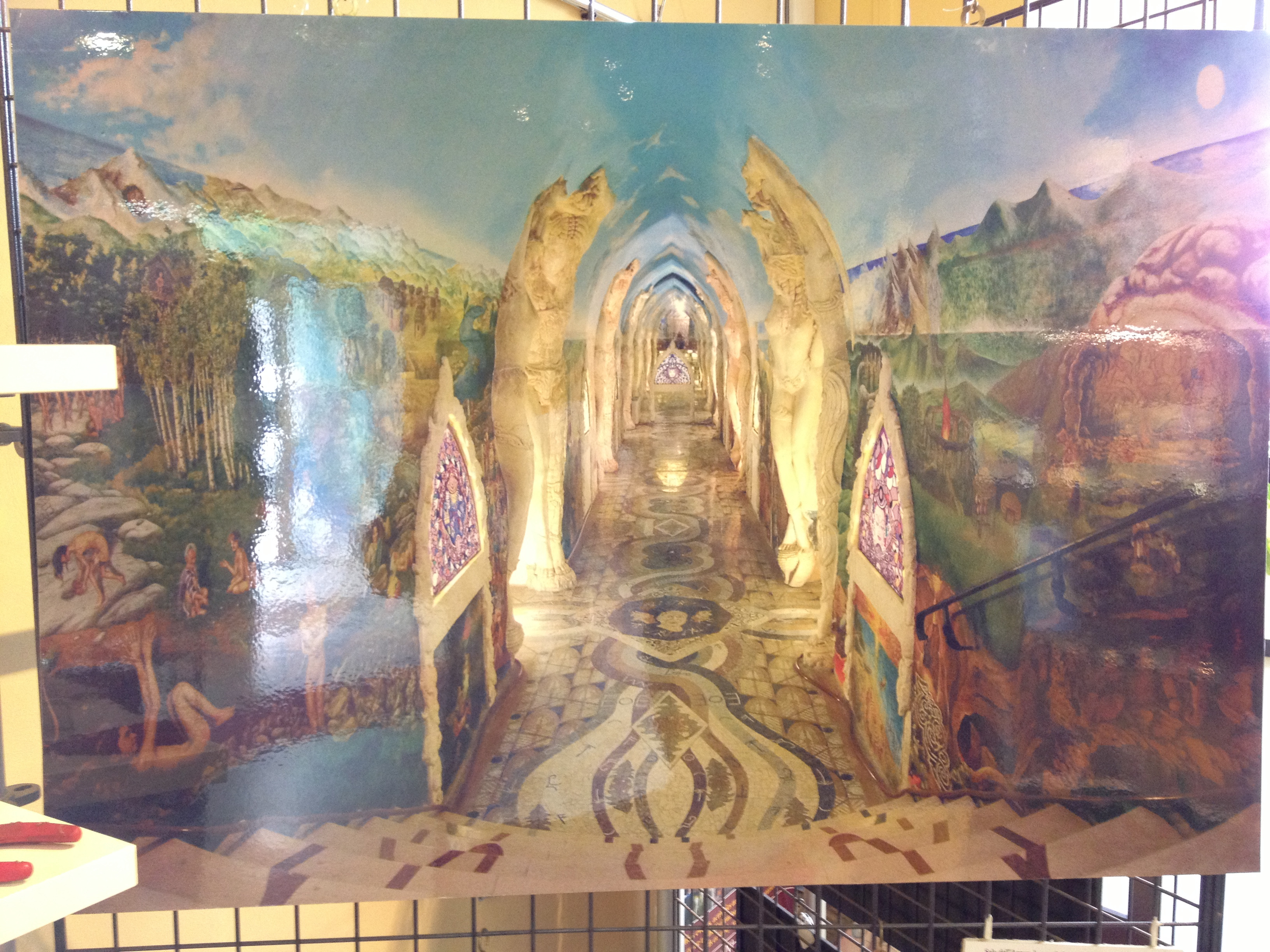
Tempelanlage Damanhur

Der Ortsname leitet sich aller Wahrscheinlichkeit nach von Veturius ab, einem in der Römerzeit in der Gegend von Novara sehr verbreiteten Anthroponym. Die antiken Ursprünge der Siedlung werden durch die Entdeckung römischer Münzen aus dem 5. Jahrhundert n. Chr. auf dem Berg Cives belegt. Die ersten urkundlichen Belege über ihre Existenz stammen aus dem Jahr 1041, als sie zum Besitz des Bischofs von Ivrea gehörte. Es war Lehen der Grafen von San Martino und nahm am Tuchinaggio, dem Volksaufstand des 14. Jahrhunderts, teil, der das gesamte Canavese-Gebiet erfasste. Damit folgte es dem Schicksal der Zentren des Canavese-Gebiets. Zerstört durch die Kämpfe zwischen Ghibellinen und Guelfen, erlangten sie unter der Herrschaft des Hauses Savoyen wieder eine gewisse politische Ruhe. Das Gebiet ist aufgrund seiner geologischen Phänomene und des Vorkommens einiger Mineralien wie Kalkstein und Peridotit von großem Interesse. Zu den Denkmälern des historisch-architektonischen Erbes gehört die Pfarrkirche San Giorgio, die im 18. Jahrhundert im Barockstil erbaut wurde, und das Rathaus, das im 20. Jahrhundert von dem berühmten lokalen Architekten Martino Ceratto erbaut wurde, der auch für bekannt ist der Wiederaufbau mehrerer im Ersten Weltkrieg zerstörter französischer Städte und der Bau großer Straßen und Eisenbahnen in Indochina und Äthiopien.
Bekannt ist Vidracco auch durch die Damanhur Lebensgemeinschaft. Die spirituelle Gruppierung verfügt über einer der größten unterirdischen Kathedralen der Welt. Die Templi dell’Umanità, Tempel der Menschheit, auch Tempel des Menschen genannt, sind unterirdische Bauwerke, die von der Aufsichtsbehörde für bildende Künste zum Kunstwerk erklärt wurden. Die Geschichte ihres Baus ist eng mit der Spiritualität und dem Glauben der Gemeinde Damanhur verbunden. Demnach hätte die Vision eines hellen Sterns, der auf die Erde fällt, Oberto Airaudi, der Gründer der Gemeinschaft, darauf hingewiesen, dass er genau an dieser Stelle mit bloßen Händen den Felsen ausgraben sollte.
Dieses Bauwerk wurde in 16-jähriger Handarbeit von Mitgliedern der Gemeinschaft Damanhur (Stadt des Lichts) gefertigt. Das in das Herz des Berges gegrabene Werk erstreckt sich über 850.000 m³ und ist auf fünf Ebenen verteilt, die eine Tiefe von 72 Metern erreichen. Die Tempel der Menschheit werden mit einfachen Werkzeugen wie Spitzhacken und Presslufthämmern ausgegraben, während lange Menschenketten die Erde in Eimern wegtragen. Sie entwickeln sich immer noch weiter. Darüber hinaus wurde es im Jahr 2001 vom Guinness-Buch der Rekorde als größtes Untergrundwerk der Welt anerkannt.